# Stipe Pletikosa
Stipe Pletikosa (Split, 8. siječnja 1979.), bivši je hrvatski nogometni vratar i reprezentativac.
S 114 nastupa, iza Luke Modrića, Darija Srne i Ivana Perišića, četvrti je na ljestvici hrvatskih reprezentativaca po broju nastupa.

## Klupska karijera

### Hajduk
Pletikosa je, iako podrijetlom Miljevčanin, rođen u Splitu te je karijeru započeo u splitskom Hajduku, gdje ga je prvi u postavu stavio trener Ivan Buljan, dok je kod Ivana Katalinića 1998. godine postao prvi vratar kluba, smijenivši na tome mjestu Tonča Gabrića. Otad se iskazao sjajnim refleksima i savršenom koordinacijom. Zbog sjajnih obrana navijači Hajduka nadjenuli su mu nadimak hobotnica.
Godine 2002. Pletikosa je, u izboru Večernjeg lista, proglašen najboljim igračem Hrvatske. Od 1972. godine do danas samo je još Zoran Simović kao vratar dobio tu nagradu.

#### Statistika u Hajduku[1]
| Natjecanje        | Nastupi | Zgodici |
| ----------------- | ------- | ------- |
| Prvenstvo         | 162     | 4       |
| Kup               | 31      | 1       |
| Superkup          | 0       | 0       |
| Međunarodne       | 15      | 2       |
| Splitski podsavez | 0       | 0       |
| Ukupno            | 208     | 7       |
| Prijateljske      | 30      | 1       |
| Sveukupno         | 238     | 8       |

### Šahtar Donjeck
Godine 2003. Pletikosa zajedno s klupskim kolegom Darijom Srnom odlazi u Ukrajinu, u Šahtar Donjeck. Tamo se, za razliku od Srne, nije najbolje snašao te se 2005. vratio na posudbu u matični klub, što mu je donijelo nastup na svjetskoj smotri 2006. godine gdje je branio kao prvi vratar reprezentacije i iskazao se sjajnim obranama, te je, unatoč tome što reprezentacija nije prošla prvi krug natjecanja bio njezin najbolji igrač na turniru.
Po povratku u Šahtar opet je imao problema. Trener je u njemu vidio tek zamjenu za prvog vratara Laštuvku, što Pleti nije odgovaralo. Iako je imao dovoljno ponuda drugih klubova, njegova je odšteta od 3 milijuna eura, svima bila previsoka. Špekuliralo se o posudbama u belgijski Standard i povratak u Hajduk, no to se nije ostvarilo. Također je dobio ponudu iz zagrebačkog Dinama koji je htio otkupiti njegov ugovor, ali je Pletikosa to odbio zbog svoje privrženosti splitskom Hajduku.

### Spartak Moskva
Kada je sve bilo spremno za posudbu u engleski Fulham Pletikosa nije, pak, mogao dobiti dopuštenje za rad. Razlog je bio taj što je zbog ozljede prije EURO-a 2004. godine izgubio mjesto prvog vratara reprezentacije, te je, kao igrač izvan Europske unije morao imati barem 75% nastupa u reprezentaciji u zadnje 2 sezone. Pošto nije toliko nastupao nije mu se ostvarila želja za igranjem u Premiershipu. Trener Lucescu napokon ga je ubacio u momčad protiv Valencije u Ligi prvaka, čime je Pletikosa prvi put branio u tom natjecanju. Unatoč porazu 0:2 bio je više no solidan. No, ni kasnije nije došao do mjesta prvog vratara pa je početkom ožujka 2007. godine za 3,6 milijuna eura prešao u moskovski Spartak, s kojim ga ugovor veže do 2012. godine.
Tamo je krenuo i završio kao prvi vratar kluba, postavši na kraju sezone najbolji vratar i stranac u ligi, te sveukupno, četvrti najkvalitetniji igrač prvenstva.

### Tottenham Hotspur
Dana 28. kolovoza 2010. godine njegov ga je klub posudio engleskom Tottenham Hotspuru na jednu godinu.

### Rostov
Od kolovoza 2011. godine član je ruskog prvoligaša iz Rostova u kojem se zadržao sve do ljeta 2015. godine.

### Deportivo La Coruña
Nakon šest mjeseci stanke, u prosincu 2015. godine Pletikosa odlazi u španjolski Deportivo.
U Deportivu je stao na vrata u samo dvije utakmice, među kojima je i posljednja u karijeri protiv madridskog Reala.

## Reprezentativna karijera
Stipe Pletikosa vratar je hrvatske nogometne reprezentacije koji je prošao doslovno sve reprezentativne uzraste, a za A reprezentaciju je debitirao 10. veljače 1999. godine u Splitu. Praktički od tad je prvi vratar, samo je nakratko, oko EURA 2004. godine izgubio mjesto prvog vratara, zbog teške ozljede koja mu je kasnije zadala mnoštvo problema i u Ukrajini. Dana 17. srpnja 2014. godine Stipe je objavio odlazak iz nacionalne vrste nakon 15 godina.
S reprezentacijom je nastupio na 8 završnica velikih natjecanja:
- Europsko U-19 prvenstvo 1998. na Cipru, brončana medalja
- Svjetsko U-20 prvenstvo 1999. u Nigeriji
- Europsko U-21 prvenstvo 2000. u Slovačkoj
- Svjetsko prvenstvo 2002. u Koreji i Japanu
- Svjetsko prvenstvo 2006. u Njemačkoj
- Europsko prvenstvo 2008. u Austriji i Švicarskoj
- Europsko prvenstvo 2012. u Poljskoj i Ukrajini
- Svjetsko prvenstvo 2014. u Brazilu

## Nagrade

### Klupske
Hajduk Split
- Prva HNL: 2000./01.
- Kup Hrvatske: 1999–00, 2002./03.

Šahtar Donjeck
- Ukrajinska Premijer liga: 2004./05.
- Ukrajinski superkup: 2005.

Rostov
- Ruski nogometni kup: 2013./14.

### Individualne
- Hajdučko srce: 2000., 2002.
- Prva HNL Nogometaš godine: 2001., 2002.
- Hrvatski nogometaš godine: 2002.
- Vatrena krila za 2013. godinu, nagrada Kluba navijača hrvatske nogometne reprezentacije "Uvijek vjerni" za najsrčanijeg hrvatskog reprezentativca.

- 2024. Odlukom predsjednik Republike Hrvatske Zorana Milanovića odlikovan je Spomenicom domovinske zahvalnosti: "Za izniman uspjeh hrvatske nogometne reprezentacije, doprinos sportu i međunarodnom ugledu Republike Hrvatske te osvajanju 3. mjesta na 22. Svjetskom nogometnom prvenstvu u Državi Katru" [8]

## Vanjske poveznice
- Profil na stranici HNS-a
- Intervju novinama Sovjetski Sport (rus.)